# تيلمي (بو أزمو)
تيلمي هي إحدى مشيخات المملكة المغربية، تتبع جغرافيا لإقليم ميدلت وإداريًا لبو أزمو. يقدر عدد سكانها بـ 4304 نسمة حسب الإحصاء الرسمي للسكان والسكنى لسنة 2004.